# Мрежа за слободан софтвер Србије, Краљево
Мрежа за слободан софтвер Србије – FSN Serbia, Краљево (енгл. Free Software Network Serbia) је била непрофитна, невладина организација која је деловала од 2004. до 2011. године. Залагала се за развој, примену и популаризацију слободног софтвера и пројекта ГНУ у Србији. Реализацијом пројеката тежила је стварању свести рачунарске и шире јавности о значају слободног софтвера у контексту информационог друштва и електронског пословања. Подједнако је истицала и технички и друштвено-политички аспект коришћења слободног софтвера. Организација је била локални партнер Фондације за слободни софтвер Европе (енгл. Free Software Foundation Europe).
Од 2012. године под истим именом је регистрована нова организација са седиштем у Суботици. Две организације нису повезане.

## Заједнице корисника
Мрежа за слободни софтвер Србије је била покретач званичних локалних корисничких група Убунту, Дебијан и Федора дистрибуција ГНУ/Линукс оперативног система које данас у свом раду аутономно наступају. Корисници ових дистрибуција окупљају се око независних веб форума са циљем пружања узајамне помоћи и подршке и разговора о њиховим омиљеним дистрибуцијама.

## Трибине и предавања
Поред активности на вебу, Мрежа за слободни софтвер Србије организовала је већи број јавних трибина, предавања, радионица и других акције везаних за слободан софтвер. Организација је сарађивала са организацијама и институцијама из окружења као што су ГНУ/Линукс центар, Викимедија Србије, Дом омладине Београда, Група корисника ГНУ/Линукса у Новом Саду, Dez.org, Kuda.org, Омладинска организација КВАРТ, галерија O3ONE и др.

## Часопис ГНУзила
Бесплатан електронски часопис о слободном софтверу под називом ГНУзила објављиван је од јануара 2005. године у ПДФ формату. Са више од 5000 преузимања месечно, ГНУзила је представљала јединствен медиј посвећен слободном софтверу у Србији. Последњи 38. број је објављен у јануару 2009. године.

## Отворени стандарди
ФСН се залагала за примену отворених стандарда и формата, као предуслова за интероперабилност у електронској управи и додатну слободу за све кориснике софтвера. У марту 2008. године организовала је међународну прославу Дана слободе докумената као манифестације са циљем да укаже на предностни употребе отвореног документ-формата.

## Локализација пакета OpenOffice.org
Од децембра 2007. до краја 2010. године у сарадњи са Математичким факултетом у Београду, а у оквиру пројекта Министарства за телекомуникације и информационо друштво Републике Србије, ФСН је реализовала локализацију најпопуларнијег слободног канцеларијског пакета OpenOffice.org. 
У том периоду заједница корисника пакета OpenOffice.org у Србији је деловала као огранак Мреже за слободни софтвер Србије са циљем да развија и популаризује пакет, координише одржавањем веб странице пројекта и обезбеђује члановима заједнице виртуелни простор за дружење, разговор и подршку корисницима софтвера.
Локализација је данас укључена у канцеларијски пакет Либреофис.